# Antena de Oro 2019
La llista de guardonats de la XLVII edició dels premis Antena de Oro 2019 va ser anunciada el 3 de novembre de 2019. L'entrega es va realitzar al Gran Casino d'Aranjuez el 16 de novembre de 2018.

## Televisió
- Juanra Bonet, Boom, d'Antena 3.
- Alfonso Arús, Aruser@s de LaSexta.
- Isabel Jiménez, Informativos Telecinco, de Telecinco.
- Jesús Calleja, Volando voy, de Cuatro.
- Ana Belén Roy, La tarde en 24 Horas, de Canal 24 Horas.
- Misioneros por el mundo de 13 TV.
- 7 Región de Murcia

## Ràdio
- Jaime Cantizano, Por fin no es lunes d'Onda Cero.
- Miguel Ángel Domínguez, La Entrevista, de Radio 5.
- Chimo Ortega,Sobre ruedas, de Capital Radio.
- Andrés Arconada, Es cine, a esRadio.
- Javi Nieves i Mar Amate per Buenos días Javi y Mar, de Cadena 100.
- Michael Robinson, Acento Robinson de la Cadena SER.

## Premsa digital
- María Claver d'OkDiario

## Trajectòria professional
- Jenaro Castro Muiña
- Ramiro López

## Extraordinaris
- Radio Inter, en el seu 70 aniversari.
- Bieito Rubido, director d'ABC.
- Museu del Prado, en el seu 200 aniversari.
- Hispanoamèrica: Jorge Garralda, TV Azteca.
- Empreses: Vichy Catalán